# Galearia
Galearia is een geslacht van vliesvleugeligen uit de familie Eucharitidae. De wetenschappelijke naam van dit geslacht is voor het eerst geldig gepubliceerd in 1846 door Brullé.

## Soorten
Het geslacht Galearia omvat de volgende soorten:
- Galearia coleopteroides (Waterhouse, 1839)
- Galearia proseni (Gemignani, 1947)